# Carex wakatipu
Carex wakatipu là một loài thực vật có hoa trong họ Cói. Loài này được Petrie mô tả khoa học đầu tiên năm 1882.